# نیروگاه برق آبی اوچ-کورگانسک
نیروگاه برق آبی اوچ-کورگانسک (به لاتین: Uch-Kurgansk Hydroelectric Power Station) یک سد و نیروگاه برقابی در قرقیزستان است که در شهرستان نوکند واقع شده‌است.